# Dale Soules
Dale Soules (New Jersey, 2 ottobre 1946) è un'attrice televisiva, cinematografica e teatrale statunitense.

## Biografia
Ha recitato a Broadway nella produzione originale del musical Hair (1968), ne Il crogiuolo di Arthur Miller con Liam Neeson (2002) ed è stata la sostituta di Mary Louise Wilson nel musical Grey Gardens (2007).
È dichiaratamente omosessuale.

## Filmografia

### Cinema
- Motherhood - Il bello di essere mamma (Motherhood), regia di Katherine Dieckmann (2009)
- Oltre le regole - The Messenger (The Messenger), regia di Oren Moverman (2009)
- Lightyear - La vera storia di Buzz (Lightyear), regia di Angus MacLane (2022) - voce
- E all'improvviso arriva l'amore (She Came to Me), regia di Rebecca Miller (2023)

### Televisione
- Law & Order - I due volti della giustizia (Law & Order) - serie TV, episodio 16x01 (2005)
- How to Make It in America - serie TV, episodio 1x03 (2010)
- Ungorgettable - serie TV, episodio 2x06 (2013)
- Orange Is the New Black - serie TV, 29 episodi (2014-2019)
- New Amsterdam - serie TV, episodio 1x13 (2019)
- Digman – serie animata, 6 episodi (2023)
- Star Wars: Skeleton Crew – serie TV, 4 episodi (2024-2025)

## Doppiatrici italiane
- Paola Giannetti in Orange Is the New Black
- Valentina De Marchi in Star Wars: Skeleton Crew

Da doppiatrice è sostituita da:
- Graziella Polesinanti in Lightyear - La vera storia di Buzz
- Marina Tagliaferri in Digman